# Opglabbeek
Opglabbeek este o comună din regiunea Flandra din Belgia. Suprafața totală a comunei este de 24,98 km². La 1 ianuarie 2008 comuna avea o populație totală de 9.807 locuitori. 
Opglabbeek se învecinează cu comunele As, Opoeteren, Meeuwen-Gruitrode și Houthalen-Helchteren.